# Ибн Абд аль-Барр
Абу ‘Умар Юсуф ибн ‘Абдуллах ан-Намари, известный как Ибн ‘Абд аль-Барр (араб. ابن عبدالبر‎; 978, Кордова, Андалусия, Испания — 1070, Хатива) — исламский богослов, генеалог. Правовед маликитской правовой школы.

## Биография
Его полное имя: Юсуф ибн ‘Абдуллах ибн Мухаммад ибн ‘Абд аль-Барр ан-Намари (ан-Нумайри) аль-Андалуси аль-Куртуби аль-Малики. Родился в религиозной семье в Кордове в 978 году. Учился в родном городе под руководством местных богословов, занимался перепиской с учёными Востока. «В поисках знаний» путешествовал по всей Испании, но на Восток так и не отправился. Считается лучшим традиционалистом своего времени. Изучал философию и науку о генеалогии. Первоначально как и его друг Ибн Хазм придерживался захиритского мазхаба, но позже стал следовать маликитскому мазхабу. Занимал должность судьи (кади) в Лиссабоне и Сантареме под командованием аль-Музаффара ибн аль-Афхас. Умер в Хативе в 1070 году.

## Труды
Ибн Абд аль-Барр является автором большого количества сочинений по различным дисциплинам:
- Китаб аль-Истиаб фи ма‘рифат аль-Асхаб — биографии сподвижников пророка Мухаммада;
- Джами байан аль-‘ильм ва-фадли-хи ва ма йанбаги фи ривайати ва-хамли-хи — руководство по маликитскому мазхабу;
- ат-Тамхид ли-ма фи ль-Муватта мин ал-ма‘ани ва ль-асанид — методология хадиса;
- Китаб аль-истизкар фи шарх мазахиб ‘уляма аль-амсар;
- аль-Истидрак ли мазхиб аль-асар фи-ма тадаммана-ху ль-Муватта мин ма‘ани р-рий ва ль-асар — комментарий к Муватте;
- Китаб аль-Интика фи фадаиль ас-саласат аль-аимма аль-фукаха — о Малике, Абу Ханифе и аш-Шафии[6];
- аль-Инсаф фи-ма байн аль-аляма мин аль-ихтилаф;
- аль-Касд ва ль-амам фи ль-тариф аль-‘Араб ва ль-Аджам ваман авваль ман такаллама би ль-‘арабиййа мин аль-умам — по генеалогии;
- аль-Инбах аля кабаиль ар-рувах — о генеалогиях передатчиков;
- Бахджат аль-маджлис ва-унс аль-муджалис — книга адаба, составленная в стихах для аль-Музаффара и сокращенная Ибн Луюном[5].